# Ettore Bugatti

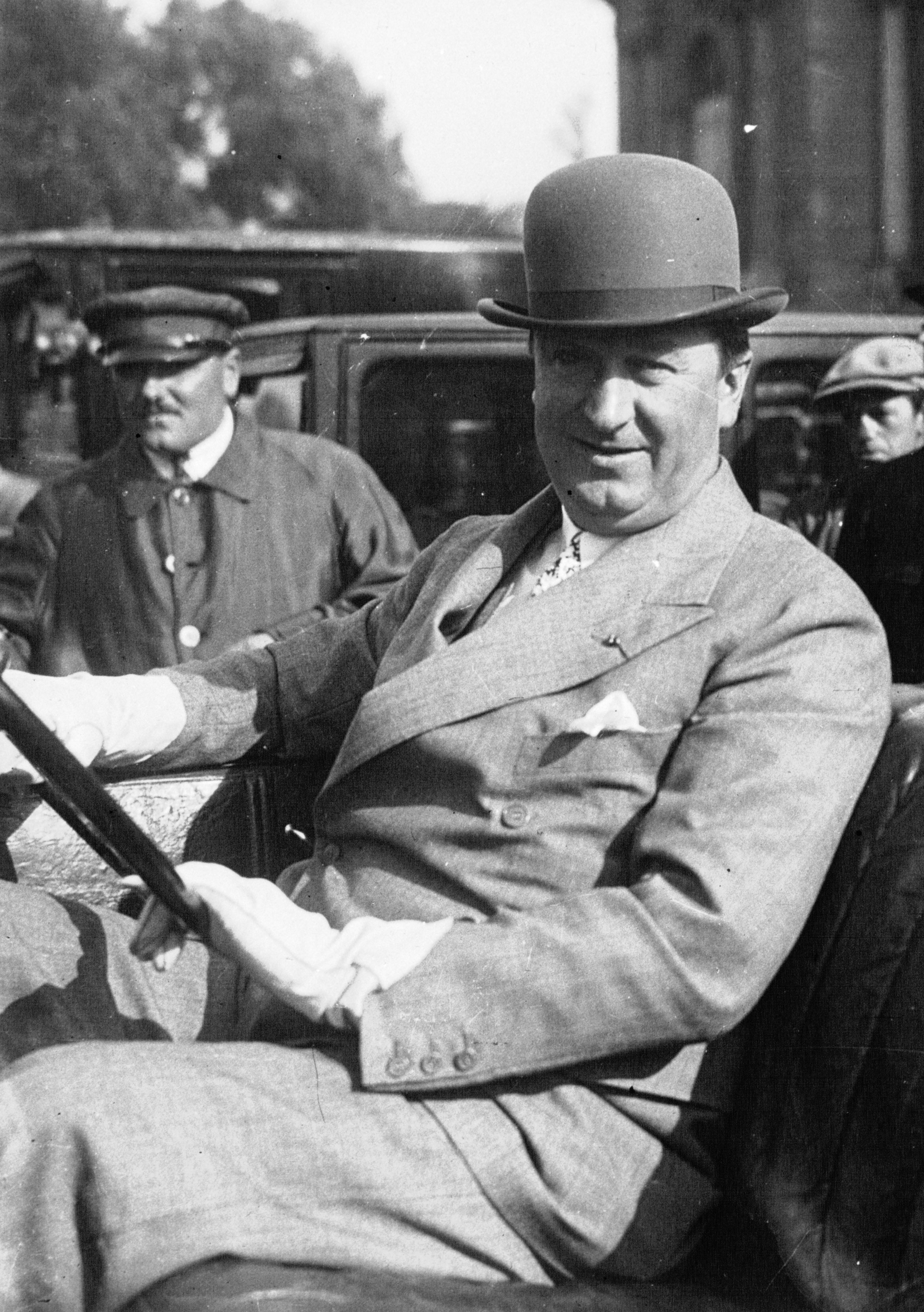
Ettore Bugatti 1926

Ettore Arco Isidoro Bugatti (* 15. September 1881 in Mailand; † 21. August 1947 in Paris) war ein französischer Automobilfabrikant und Konstrukteur italienischer Herkunft. Das von ihm gegründete Unternehmen Bugatti gehört mit ihren Renn-, Sport- und Luxuswagen zu den legendären Automobilherstellern der europäischen Geschichte.

## Ausbildung und Anfänge
Bugatti wurde in eine alte Mailänder Künstlerfamilie hineingeboren. Sein Vater Carlo Bugatti war Designer, Dekorateur und Architekt, sein väterlicher Großvater Giovanni Luigi Bugatti war ebenfalls Architekt und Bildhauer, sein Bruder Rembrandt Bugatti war Tierbildhauer und seine Tante Luigia Bugatti war mit dem Maler Giovanni Segantini liiert. Der Familientradition folgend, sollte er nach dem Willen seines Vaters ebenfalls Künstler, Designer und Möbelschreiner werden. Gegen dessen Willen entschied er sich jedoch früh für eine Ingenieurslaufbahn.

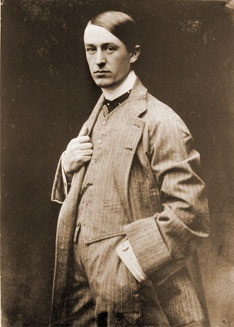
Ettore Bugatti, 1902

Mit 17 Jahren, im Jahre 1898, begann er eine Lehre in der Fahrrad- und Dreiradfabrik Prinetti & Stucchi. Dort baute er im Folgejahr sein erstes motorisiertes Dreirad mit zwei De Dion-Bouton-Einzylindermotoren (Type 1). Ein Jahr später bestritt er damit sein erstes Rennen. Dieses führte über eine 161 km lange Strecke von Verona über Brescia nach Mantua und wieder zurück nach Verona. 1900, ein weiteres Jahr später, folgte in dem Unternehmen Bugatti & Gulinelli mit finanzieller Unterstützung durch Freunde seines Vaters, u. a. des Grafen Gulinelli, bereits sein erstes vierrädriges Automobil (Type 2). Die Konstruktion war so bemerkenswert, dass sie ihm auf einer international beachteten Ausstellung in Mailand einen Preis einbrachte. Außerdem gewann er 1901 den Grand Prix in Mailand mit dem von ihm konstruierten Automobil.
Der elsässische Motorwagenhersteller Baron Eugène de Dietrich wurde 1901 auf den Type 2 aufmerksam und im Jahr darauf zog Ettore ins elsässische Niederbronn, um bei De Dietrich die technische Leitung der Automobilproduktion zu übernehmen. Ettore sollte eine ganze Baureihe entwickeln. Da er noch nicht volljährig war, unterzeichnete sein Vater Carlo Bugatti am 2. Juli 1902 den Arbeitsvertrag. Ettore Bugatti entwickelte dort u. a. den De Dietrich 50/60 PS, um damit an verschiedenen Autorennen, u. a. dem Rennen Paris-Madrid teilzunehmen. Jedoch endete seine Anstellung im Jahre 1904, da De Dietrich mit Bugattis Persönlichkeit und Eigensinnigkeit nicht zurechtkam.
Bugattis neuer Arbeitgeber wurde das Unternehmen von Émile Mathis, dem Straßburger De-Dietrich-Vertreter. Man wollte gemeinsam Autos produzieren. Bei der Elsässischen Maschinenbau-Gesellschaft Grafenstaden (EMBG) sollte der Hermes-Simplex nach einem Patent Bugattis gefertigt werden. Im März 1906 löste Mathis den Lizenzvertrag jedoch vorzeitig auf: Auch er kam auf Dauer nicht mit Bugatti zurecht.
1907 war ein Jahr des Wandels im Leben von Ettore Bugatti. Er heiratete Barbara Maria Giuseppina Mascherpa, mit der er insgesamt vier Kinder, zwei Söhne und zwei Töchter, hatte. Am 1. September 1907 unterschrieb er bei der Gasmotoren-Fabrik Deutz AG in Köln und entwickelte nebenbei im Keller seines Hauses in Mülheim am Rhein einen sehr leichten Wagen. Am 15. Dezember 1909 wurde ihm nach der Entwicklung von nur zwei Vierzylindermodellen schon wieder, mit einer hohen Abfindung, gekündigt. Angeblich verbrauchte er den Entwicklungsetat an falscher Stelle: Seine Konstruktionen waren angeblich zu kompliziert und deren Fertigung zu unwirtschaftlich.

## Firma „Bugatti“

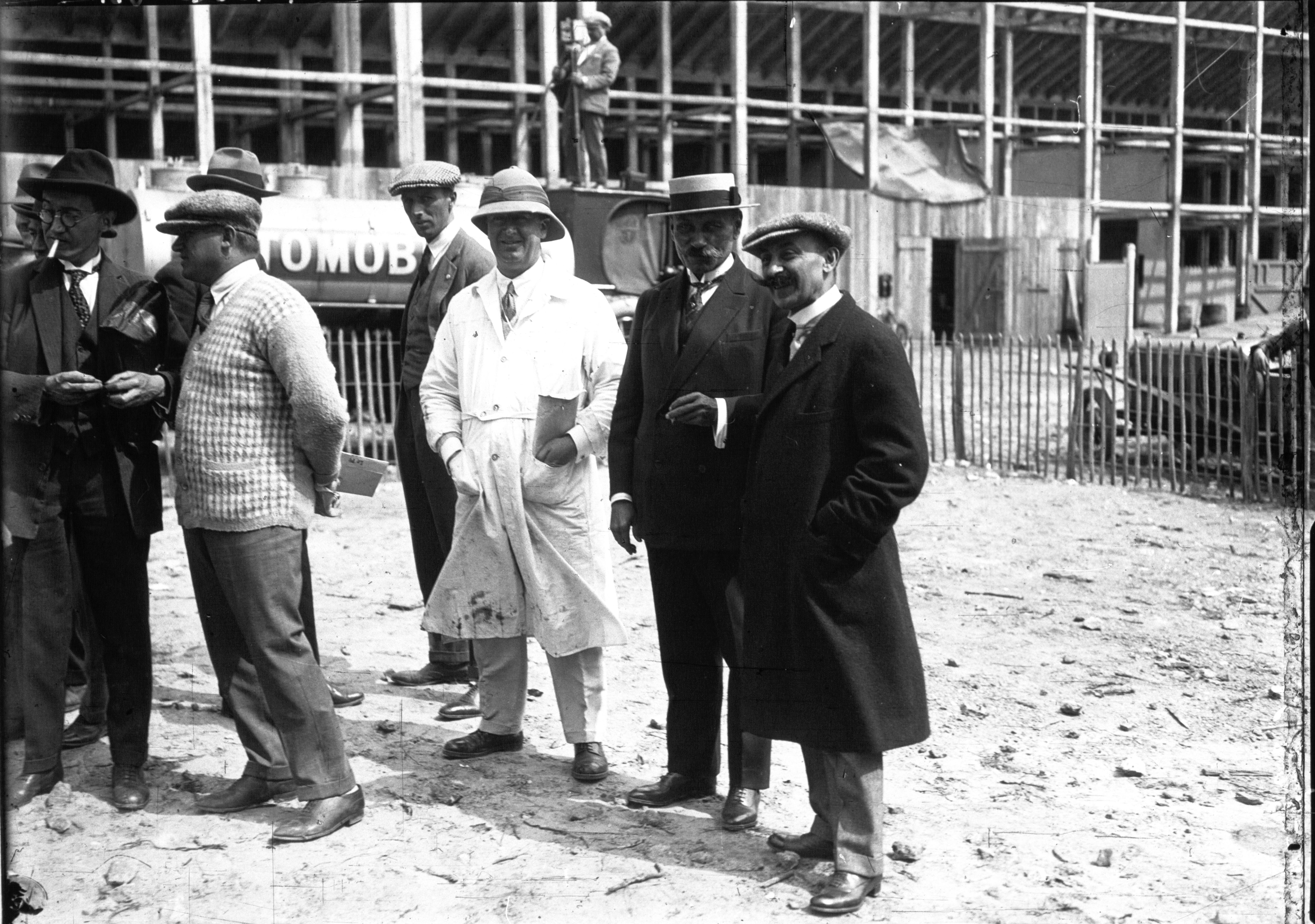
Ettore Bugatti (im weißen Kittel in der Mitte) beim Großen Preis von Frankreich 1925

Mit dem Geld seiner Abfindung und vermittelt von dem Bankier Augustin de Vizcaya pachtete er im elsässischen Molsheim die leerstehenden Gebäude einer Färberei, wohin die Familie Bugatti zum Jahreswechsel zog. Ettore gründete am 1. Januar 1910 gemeinsam mit seinem Partner Ernest Friederich seine eigene Automobilfabrik „Automobiles Ettore Bugatti“. Im Auftrag von Les Fils des Peugeot Frères entwickelte er 1911 den Peugeot Bébé. Der Wagen hatte einen Hubraum von nur 855 cm³ und wurde von 1913 bis 1916 bei Peugeot in Lizenz gefertigt. Weitere Lizenzen gingen an Rabag (Düsseldorf), Diatto (Turin) und Crossley (Manchester).
Im Jahre 1912 kam der Bugatti Type 13, jenes Auto das in seinem Keller in Mülheim am Rhein entstanden war, auf den Markt. Die Produktion stieg die nachfolgenden Jahre kontinuierlich an. Der Type 13 wurde der erste richtige Erfolg von Bugatti. Zwischen 1913 und 1920 entstanden 493 Stück des Type 13 und der derivaten Typen 15, 17, 22 und 23 mit dem Beinamen „Brescia“. Seine Kunden und die Presse lobten die Straßenlage, die Fahrleistungen und die Schaltung. Einzig die Bremsen, die es anfangs sogar nur an den Vorderrädern gab, wurden kritisiert.
1914 beschäftigten die Bugatti-Werke bereits ca. 200 Mitarbeiter. 125 Fahrzeuge wurden im Jahr 1914 produziert. Der Ausbruch des Ersten Weltkriegs Ende Juli 1914 leitete eine Wende ein. Ettore flüchtete mit seiner Familie nach Mailand, wo Ende des Jahres auch sein Bruder Rembrandt eintraf. Nach dem Kriegseintritt Italiens im Mai 1915 zog die Familie nach Paris, wo Ettore Bugatti Entwürfe für einen 8- und einen 16-Zylinder-Flugmotor erstellte. Allerdings gingen diese Motoren nie in Produktion. 1917 konstruierte Ettore Bugatti auf Bitten der USA einen 16-Zylinder-Flugmotor mit rund 400 PS Leistung. Mit einem U-Boot wurde der Prototyp in die USA gebracht, wo vom Ingenieur Charles Brady King noch einige Änderungen vorgenommen wurden. Insgesamt wurden 40 Flugmotoren gebaut, die jedoch nicht mehr zum Einsatz kamen. Dieser Motor bestand aus zwei Achtzylinder-Reihenmotoren, die nebeneinander aufgestellt waren und eine gemeinsame zwischen ihnen liegende Welle antrieben. Bohrung und Hub betrugen 110 bzw. 160 mm, woraus sich ein Hubraum von 24.328 cm³ errechnet. Der Motor wog komplett 583 kg und war damit über 200 kg schwerer als der zeitgleich produzierte und gleich starke Liberty-Motor.
Nach Kriegsende kehrte er mit seiner Frau Barbara nach Molsheim (das nach Ende des Ersten Weltkriegs an Frankreich abgetreten wurde) zurück und eröffnete seine Fabrik am alten Standort erneut. Die Produktion des Bugatti Type 13 und weiterer leichter Sportwagen wurde wieder aufgenommen und man feierte 1920 beim VIII Coupe des Voiturettes in Le Mans und 1921 beim I Gran Premio delle Vetturette auf dem Circuito di Montichiari in Brescia jeweils einen Vierfach-Sieg. Der siegreiche Type 13 wird von nun an als „Brescia“ bezeichnet. Dies begründete eine Serie, die im Jahre 1925 innerhalb von nur neun Monaten zu unzähligen Siegen (412 nach Ettore Bugattis eigenwilliger Zählweise) führte. Des Weiteren erwarb Ettore Bugatti 1921 das Gelände, auf dem sich seine Fabrik befand, ein Jahr später eröffnete er eine prunkvolle Niederlassung an den Champs-Élysées. Im selben Jahr, 1922, begann die Produktion des Bugatti Type 30 Tourer. Erstmals wurde von ihm ein Tourenwagen gebaut, wenngleich auch die Renntauglichkeit oberste Priorität bei der Konstruktion hatte. In den folgenden vier Produktionsjahren wurden fast 600 Stück des Type 30 Tourer verkauft. Die Rennversion des Type 30 erhielt eine stromlinienförmige Karosserie und gab ihr Renndebüt beim Großen Preis von Frankreich 1924.
Nach vielen verschiedenen Modellen (Touren-, Sport- und Rennwagen) begann Bugatti 1926 u. a. mit dem Bau des Luxusautos schlechthin, dem Bugatti Type 41 Royale. Er kostete 1932 dreimal so viel wie der damals teuerste Rolls-Royce. Des Weiteren begann Ettore Bugatti Anfang der 1930er Jahre mit dem Bau des SNCF XB 1000 Schienenbustriebwagens.

Außerdem wandte er sich dem Bau von Rennbooten und seinem nie vollendeten Flugzeug Bugatti 100P zu. Im Jahre 1934 begann die Produktion des Tourenwagens Bugatti Type 57 mit unterschiedlichen Karosserievarianten. Von diesem Bugatti-Tourenwagen mit einer von seinem Sohn Jean entworfenen Karosserie entstanden 1934 bis 1939 446 Stück, dazu von den Varianten 57 S, 57 C und 57 SC zusammen 152 Stück. 1936 übernahm Ettores Sohn Jean das Unternehmen. Unter seiner Führung entstand der Type 59 Rennwagen.

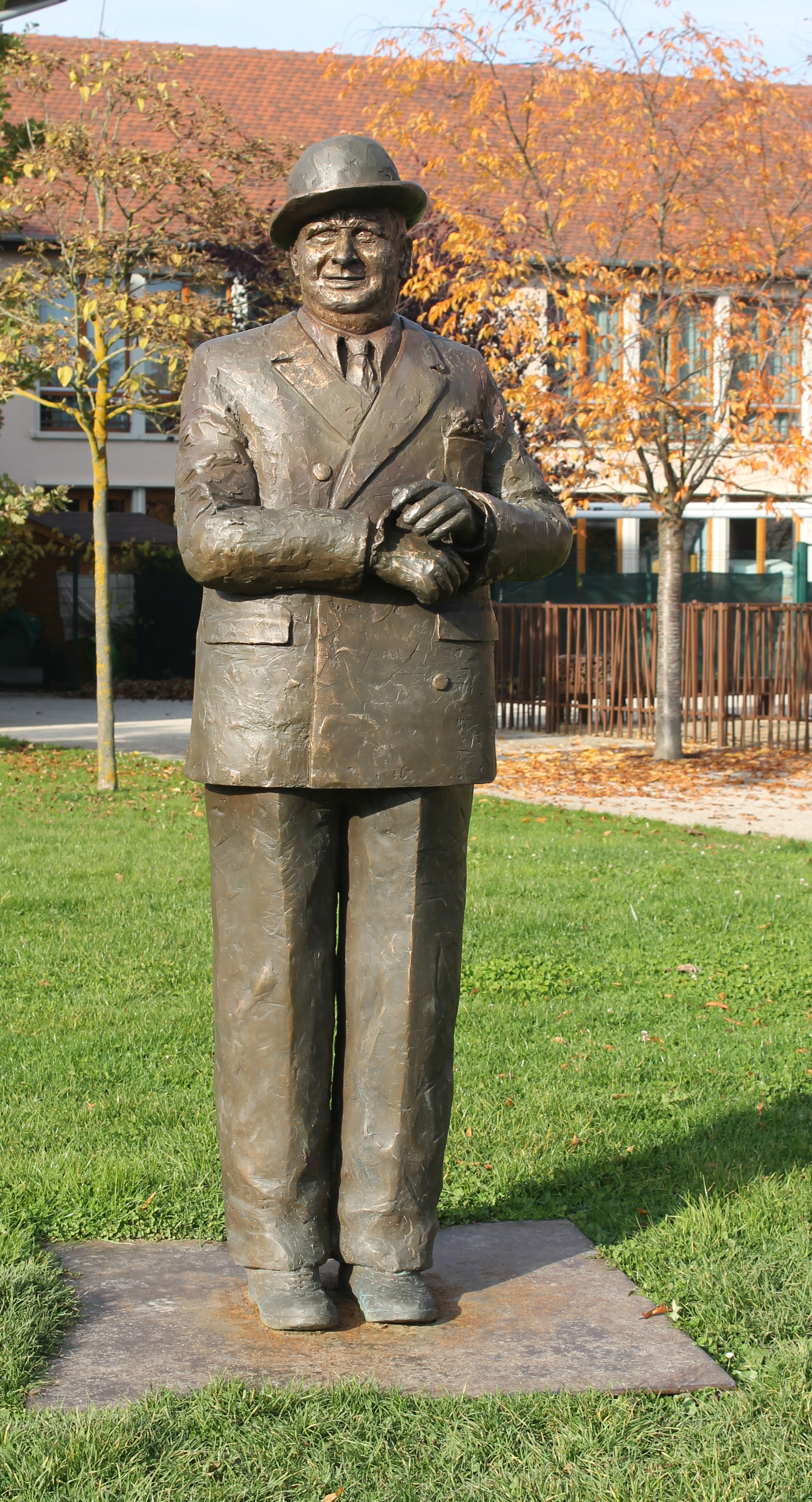
Bronzeplastik Ettore Bugatti (Marièle Gissinger, 2009)

Am 11. August 1939 verunglückte sein Sohn und designierter Nachfolger Jean (1909–1939) bei einer Testfahrt mit dem Rennwagen Bugatti Type 57 C Tank tödlich. Sein zweiter Sohn Roland versuchte nach dem Zweiten Weltkrieg vergeblich, das Unternehmen zu retten, jedoch konnten die Nachkriegsmodelle nicht an die Erfolge früherer Jahre anknüpfen. Nach und nach wurde die Produktion eingestellt. Ettore Bugatti verstarb am 21. August 1947 im Amerikanischen Krankenhaus Paris und wurde im Familiengrab der Bugattis auf dem Friedhof in Dorlisheim (bei Molsheim) bestattet. Zu Ettores Lebzeiten wurden mehr als 7900 Fahrzeuge gebaut, von denen rund 2000 heute noch existieren.
Bugattis Automobile beeindruckten nicht nur durch ihre schlichte und pragmatische technische Konstruktion, sondern vor allem ihren ästhetischen Anspruch.

## Persönlichkeit
Ettore Bugatti war Pferdeliebhaber und züchtete selber Vollblüter (franz.: pur sang, wie er auch manche seiner Autos nannte). Die Türen seiner Werkshallen ersetzte er in den 1930er Jahren durch Schlossplatten, welche Pferde mit ihrer Nase durch Drücken öffnen können. Gerne ritt er morgens aus, manchmal von einem Esel begleitet, und besuchte anschließend auf seinem Pferd sitzend die Arbeiter in den Werkshallen. Er hatte eine schillernde, launenhafte Persönlichkeit und war ebenso ein eitler Lebemann wie Gourmet. Rennfahrer, die ihm gegenüber nicht demütig und höflich genug waren, verschmähte er ebenso wie Kunden ohne Manieren. Nicht jeder, der sich einen Bugatti leisten konnte, bekam auch einen.
Seit 2009 befinden sich zu Ehren von Ettore Bugatti zwei Bronzeplastiken im Parc des Jésuites in Molsheim.